# La Chaussée (Seine-Maritime)
La Chaussée ist eine französische Gemeinde mit 553 Einwohnern (Stand 1. Januar 2022) im Département Seine-Maritime in der Region Normandie (vor 2016 Haute-Normandie). Sie gehört zum Arrondissement Dieppe und zum Kanton Luneray (bis 2015 Kanton Longueville-sur-Scie). Die Einwohner werden Chausséens genannt.

## Geographie
La Chaussée liegt im Tal der Scie im Pays de Caux etwa 11 Kilometer südlich von Dieppe.
Nachbargemeinden von La Chaussée sind Anneville-sur-Scie, Aubermesnil-Beaumais, Le Bois-Robert, La Chapelle-du-Bourgay, Crosville-sur-Scie, Dénestanville, Longueville-sur-Scie und Sainte-Foy.

## Bevölkerungsentwicklung
| Jahr      | 1962 | 1968 | 1975 | 1982 | 1990 | 1999 | 2007 | 2017 |
| Einwohner | 230  | 210  | 206  | 238  | 300  | 288  | 430  | 549  |

## Sehenswürdigkeiten
- Kirche Saint-Pierre im Ortsteil Bois-Hulin
- Kirche Saint-Jean-Baptiste